# Alberto Rivera
Alberto Rivera Pizarro (Puertollano, 19 de fevereiro de 1978), é um futebolista espanhol que joga atualmente no Real Sporting de Gijón da Primeira Divisão Espanhola. Ele tem 1,70 metros de altura.

## Clubes
- 1994 a 1995 - Real Madrid Juvenil
- 1994 a 1995 - Real Madrid
- 1995 a 1996 - Real Madrid C
- 1996 a 1999 - Real Madrid B
- 1999 a 2000 - Club Deportivo Numancia de Soria
- 2000 a 2001 - Real Madrid
- 2001 a 2002 - Olympique de Marseille / Real Madrid
- 2002 a 2005 - Levante Unión Deportiva
- 2005 a 2009 - Real Betis Balompié
- 2009 adiante - Real Sporting de Gijón